# Глинени голубови
„Глинени голубови“ је југословенски ТВ филм из 1991. године. Режирао га је Аца Ђорђевић, а сценарио је писао Радомир Путник.

## Улоге
| Глумац            | Улога |
| ----------------- | ----- |
| Војислав Брајовић |       |
| Маја Димитријевић |       |
| Ксенија Јовановић |       |
| Милан Михаиловић  |       |
| Никола Милић      |       |
| Љуба Тадић        |       |
| Рената Улмански   |       |